# چهار سرنوشت شوم
چهار سرنوشت شوم یا چهار مکاشفه (به ایتالیایی: I quattro dell'apocalisse) یک فیلم وسترن اسپاگتی ایتالیایی به کارگردانی لوجو فولچی در سال ۱۹۷۵ و با بازی فابیو تستی، توماس میلیان، لین فردریک و مایکل جی پولارد است.

## خلاصه فیلم
در سال ۱۸۷۳، استابی پرستون، قمارباز حرفه‌ای در غرب وحشی، وارد شهر سالت فلتس، ایالت یوتا می‌شود و قصد دارد در کازینوی محلی کار کند، اما در لحظه‌ای که از کالسکه پیاده می‌شود توسط کلانتر دستگیر می‌شود. چیزی که استابی نمی‌داند این است که گروهی از مردم محلی در آن شب حمله ای هوشیارانه به کازینو را برنامه‌ریزی کرده‌اند، که کلانتر قصد دارد چشمش را بر آن ببندد. تنها جنایتکارانی که زنده می‌مانند کسانی هستند که در زمان وقوع این اتفاق در زندان بودند: استابی، یک روسپی باردار به نام بانی، یک مرد سیاه‌پوست آشفته اما ملایم به نام باد، و یک الکلی به نام کِلِم.
صبح، کلانتر چهار نفر را سالم از شهر بیرون می‌فرستد و در ازای سهام هزار دلاری استابی، به آنها یک واگن و اسب می‌دهد. این چهار نفر با هم به راه می‌افتند و استابی به آنها پیشنهاد می‌کند به سمت شهر «سان» در ۲۰۰ مایلی جنوب حرکت کنند. در طول راه، آنها با گروهی از مهاجران کویکر ملاقات می‌کنند که سرکرده آنها، به اشتباه فکر می‌کند که زن باردار همسر استابی است. استابی و بانی به بازی در این نقش ادامه می‌دهند. کویکرها به راه خود را می‌روند و اندکی پس از آن، این چهار نفر شاهد یورش راهزنان خشن به تعدادی از مهاجران بدبخت هستند.
تولد بانی می‌شود و چهار نفر در کنار رودخانه ای توقف می‌کنند. باد ماهی می‌گیرد، کیکی از شن درست می‌شود و استابی مقداری آب قمقمه را به عنوان شراب شادخواری ارائه می‌کند. مراسم شادخواری با شلیک گلوله قطع می‌شود. خانه به دوشی به نام چاکو خود را به زور اسلحه به گروه آنها وارد می‌کند. استابی بلافاصله مشکوک می‌شود، اما برای مدتی همه چیز خوب پیش می‌رود تا سه مرد مسلح نزدیک می‌شوند و چاکو گروه را از دست آنها نجات می‌دهد، اما معلوم می‌شود که افراد مسلح ممردان قانون هستند، و چاکو معاون کلانتر زنده مانده را شکنجه می‌دهد.
با وجود این، گروه میوه‌های پیوتی را که چاکو یک شب کنار آتش به آنها تعارف می‌کند می‌پذیرد. استابی مقداری را می‌جود، اما بیشتر آن را تف می‌کند و هوش و حواس خود را حفظ می‌کند وقتی چاکو از وعده ویسکی برای متقاعد کردن کلم برای بستن دست و پای گروه استفاده می کنئ، استابی شروع به مقاومت می‌کند اما چاکو مانع او شده، و او را همراه با باد و بانی به درختی می‌بندد. چاکو به بانی تجاوز می‌کند، و استابی را مسخره می‌کند، سپس به کلم می‌گوید که اگر می‌خواهد به بانی تجاوز کند سریع تر باشد، چرا باید با چاکو برود. کلم متوجه می‌شود که چه کار کرده‌است و سعی می‌کند چاکو را متوقف کند و او به پای کلم شلیک می‌کند، سپس همه آنها را رها می‌کند تا بمیرند. کلم موفق می‌شود استابی را آزاد کند، او بقیه را آزاد می‌کند، سپس باد برای کلم برانکارد می‌سازد و آن چهار نفر دوباره به راه می‌افتند.
چاکو و همفکرانش رد آنها را دنبال می‌کنند. چاکو در آستانه کشف آنهاست که دوستانش صدا می‌زنند که آنها کاروانی از «مردم کتاب مقدس» را که مشاهده کردند و چاکو برمی گردد. استابی و دیگران بعداً با بقایای کاروان و مهاجرانی که دیده بودند روبرو می‌شوند که همگی مرده‌اند. اینجا استابی برای بار دوم قسم می‌خورد که چاکو را بکشد.
در یک روز طوفانی، چهار نفر در یک شهر متر. که پناه می‌گیرند و استابی گلوله را از پای کلم خارج می‌کند. کلم بعداً بر اثر عفونت می‌میرد. این باد را که از قبل حالت روحی شکننده ای داشت به حالت دیوانگی می‌کشاند. استابی و بانی با هم معاشقه می‌کنند. و کمی بعد باد با تکه ای گوشت برمی‌گردد که توانسته پیدا کند و همه آن را می‌پزند و می‌خورند. باد با اصرار بر اینکه ساکنان این شهر متروکه هر شب برای ملاقات با او بیرون آمده‌اند، میزان جنون خود را نشان می‌دهد. وقتی استابی متوجه می‌شود که گوشت از جسد کلم فراهم شده‌است، به همراه بانی تصمیم می‌گیرد باد را با ارواح دوستانش رها کرده و بروند.
در جاده، کمی قبل از زایمان دردناک بانی، آن دو با یکی از دوستان کشیش قدیمی استابی، برخورد می‌کنند. با عجله به سمت یک شهر معدنی برفی و کوهستانی که جمعیت آن تنها از مردها تشکیل شده، می‌روند. شهرنشینان متعصب محلی از اینکه زنی در خانه آنها زایمان کند ناراحت هستند، اما همان‌طور که در مورد آن بحث می‌کنند، مجذوب و هیجان زده تولد کودک می‌شوند و تصمیم می‌گیرند که شهرشان به جای صرفاً گرفتن یک جان، زندگی جدیدی ببخشد. مرگ بانی هنگام زایمان استابی را شوکه می‌کند. اهالی شهر که اکنون شیفته کودک شده‌اند، دور هم جمع می‌شوند و از او مراقبت می‌کنند و اصرار می‌کنند که کشیش غسل تعمید را انجام دهد. مشتاق‌ترین شهرنشین پیشنهاد می‌دهد که کودک به نام نیاز دارد، و نام او را «لاکی» (Lucky) می‌گذارد. این استابی را از شوک بیدار می‌کند و او با سپاسگزاری از مردم شهر، سرپرستی لاکی را به آنها می‌دهد.
حالا استابی تنها به دنبال انتقام از چاکو است. او واگنی را که کلانتر سالت فلتس به او فروخته بود، می‌بیند و وسایل اصلاحش را در آن می‌یابد. چاکو و دو دوستش در انباری هستند. استابی به سرعت دو تن راهزنان را می‌کشد و چاکو را زخمی می‌کند. سپس مشغول اصلاح صورتش با تیغ شده و در عین حال به چاکو طعنه می‌زند و او را شکنجه می‌کند. چاکو با یادآوری تجاوز به بانی او را دیوانه می‌کند و استابی بدون هیچ حرف دیگری به چاکو شلیک می‌کند و پس از استقبال از یک سگ ولگرد برای پیوستن به او به دوردستها می‌رود.

## بازیگران
- فابیو تستی در نقش استابی پرستون
- لین فردریک در نقش امانوئل 'بانی' اونیل
- مایکل جی پولارد در نقش کلم
- هری بد در نقش بات/باک/بود ویلسون
- توماس ملیان در نقش چاکو
- دانلد اوبراین در نقش کلانتر سالت فلت
- آدولفو لاسترتی در نقش کشیش سالیوان
- برونو کوراتساری در نقش لمی
- سالواتوره پونتیلو

## تولید
چهار سرنوشت شوم اولین همکاری کارگردان لوچو فولچی و سرجیو سالواتی فیلمبردار بود. این فیلم یکی از اولین کارهای سالواتی به عنوان مدیر عکاسی بود. سالواتی برای ساخت چندین فیلم از دراکولا در شهرستان‌ها، زامبی ۲ و خانه‌ای با گورستانر دوباره با فولچی کار می‌کند.

## اکران
چهار سرنوشت شوم در ۱۲ اوت ۱۹۷۵ در ایتالیا اکران شد. این فیلم از نظر اقتصادی در اکران انتظارات را برآورده نکرد.

## نقدها
از بازنگری گذشته تا امروز، آل‌مووی اظهار داشت که این فیلم «به خوبی می‌تواند شخصی‌ترین، تکان دهنده‌ترین و جذاب‌ترین فیلم اسپلاتای بزرگ ایتالیایی باشد - نیازی به ذکر نیست که یکی از اصلی‌ترین وسترن اسپاگتی است.» تروی هووارت در بیوگرافی خود دربارهٔ فولچی، چهار سرنوشت شوم را «بدون شک یکی از بهترین فیلم‌های فولچی» توصیف کرده‌است، فیلمی که «در آثار قبلی نشانه‌هایی از شعر و غزلیات است که با تصاویر دائماً زرق و برق دار» به آن اشاره شده‌است.